# Eurymeloides perpusilla
Eurymeloides perpusilla är en insektsart som beskrevs av Walker 1858. Eurymeloides perpusilla ingår i släktet Eurymeloides och familjen dvärgstritar. Inga underarter finns listade i Catalogue of Life.